# Красная книга Ставропольского края
Красная книга Ставропольского края — официальный документ, содержащий свод сведений о состоянии, распространении и мерах охраны редких и находящихся под угрозой исчезновения видов (подвидов, популяций) диких животных и дикорастущих растений и грибов, обитающих (произрастающих) на территории Ставропольского края.

## Издание
Красная книга Ставропольского края учреждена в 2000 году. Первое издание вышло в 2002 году в двух томах и в 2003 году к нему издано дополнение. Перечень объектов животного и растительного мира утверждён в 2010 году и включает: 5 видов грибов, 203 вида растений, 163 видов животных, а также список 27 растений и 23 животных, нуждающихся в охране и рекомендуемых для внесения в Красную книгу Ставропольского края.

## Категории
Выделяются 5 статусов вида:
- 0 (Ex) — предположительно исчезнувшие
- 1 (E) — исчезающие
- 2 (V) — уязвимые
- 3 (R) — сокращающиеся
- 4 (I) — неопределённые